# Арахозија
Арахозија је античка територија која се налазила на подручју данашњег Авганистана и Пакистана. Током историје, била је под влашћу неколико античких империја. Главна река Арахозије називала се Arachōtós (данашње име ове реке је Аргандаб), док се њена престоница звала Александрија и налазила се на подручју данашњег града Кандахар у Авганистану.
Назив Арахозија (Ἀραχωσία) је хеленизована верзија старијег персијског/иранског назива за ову регију који је гласио Харауватиш (Harauvatiš), односно Харауват, Харахвати, Хараути (Harauti), Haraxvaitī, h-r-v-u-t-i.
Због сличности ранијег назива Арахозије са именом Хрвата, у литератури се појавила теорија да Хрвати воде порекло са подручја Арахозије (Иранска теорија о пореклу Хрвата).